# Yosemite Nemzeti Park
A kaliforniai Yosemite Nemzeti Park (ejtsd: „jouszemiti” – IPA:[joʊˈsɛməti]) az Egyesült Államok második nemzeti parkja. 1890. október 1-jén alapították. A 3081 km² területű park a Sierra Nevada hegyvonulatának nyugati lejtőin fekszik.
A Yosemite – indián eredetű szó, és grizzlyt jelent – geológiai érdekességek százait rejti. Területének nagy része gránitból épül fel, mindössze 5%-a átalakult vulkanikus és üledékes kőzet. Évmilliókkal ezelőtt itt még alacsony dombvidék terült el, majd a földmozgások következtében kiemelkedett a Sierra Nevada gránittömbje, amelyet a jégkorszakban gleccserek formáltak tovább. A park legismertebb, leglátogatottabb része a Merced folyó völgye, amely eredetileg egy hatalmas gleccsertó volt, de a gleccser hordalékanyaga feltöltötte.
Az így kialakult, 13 km hosszú és 1,5 km széles Yosemite-völgyet Abraham Lincoln már 1864-ben az Államokban elsőként védetté nyilvánította. Egy kb. 700 m vastag jégkorszaki gleccser alakította ki, széles U alakjával az egyik legtökéletesebb gleccservölgy a világon. A tágas, lapos völgyet meredek, néhol 900 m magas gránitfalak övezik. A nemzeti parkban a gránit mállásának számos formáját láthatjuk. A víz a törések mentén beszivárgott a hasadékokba, és megfagyva tágította őket. Így jöttek létre az olyan egyedülálló, lekerekített formák, mint a Half Dome („fél kupola”), amelynek a völgy felé forduló oldala szinte függőleges, míg a másik egy hatalmas kupolához hasonlít. A park jelképe is egy hatalmas gránitszikla, a szinte tökéletesen függőleges, 1095 m magas El Capitan.

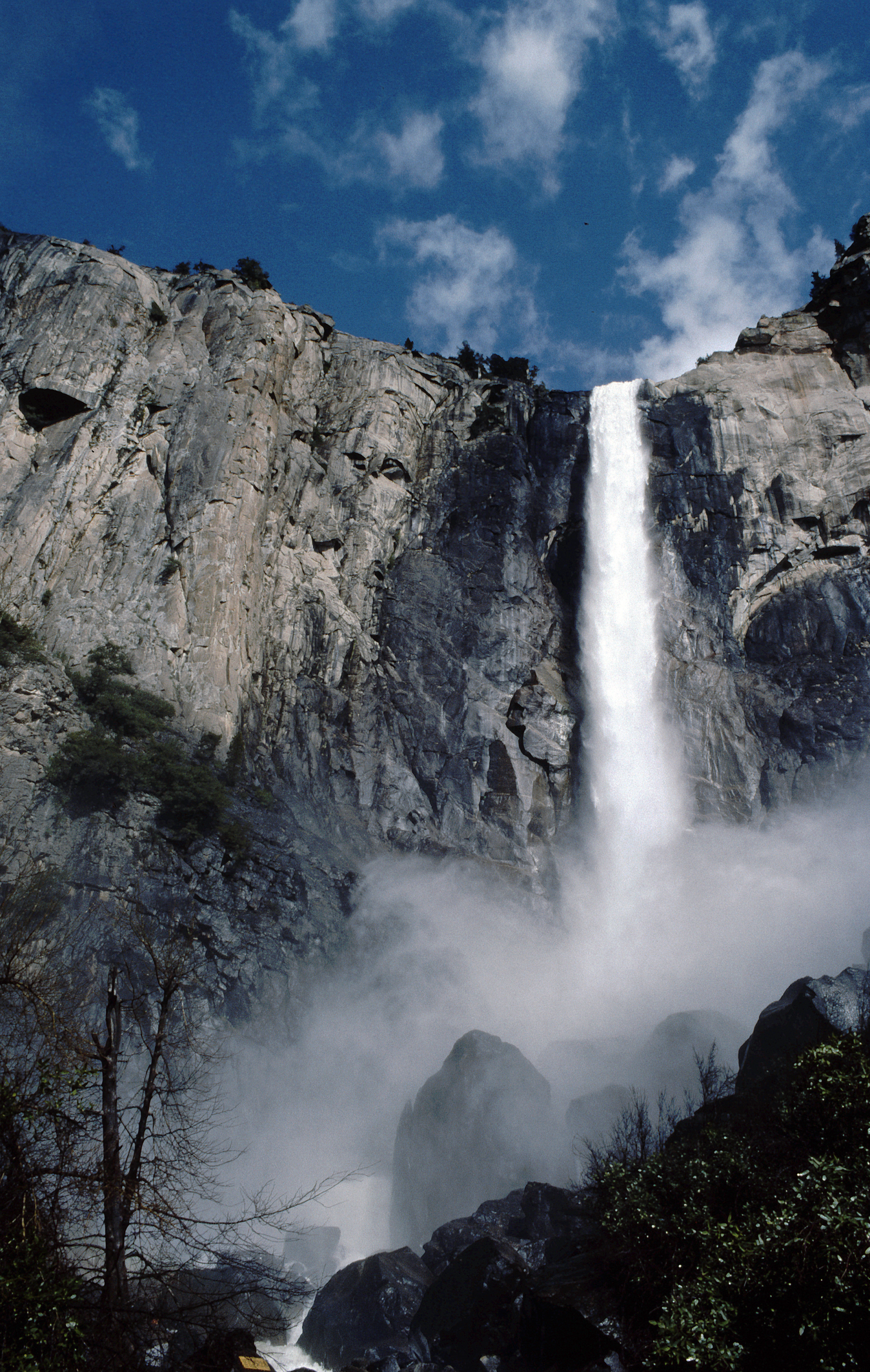
A Yosemite-vízesés

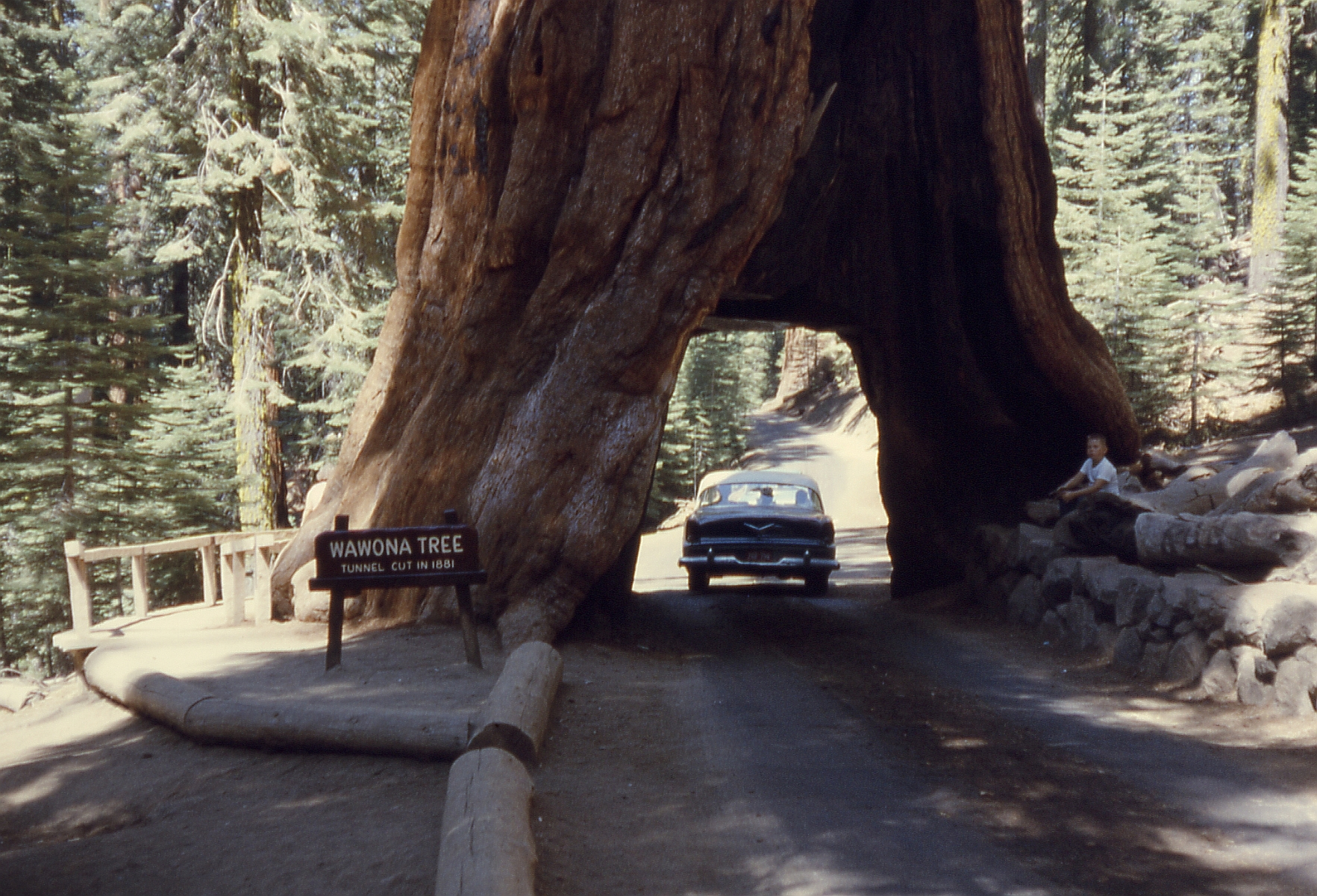
A Wawona Tree 1962-ben. 2100 éves korában 1969-ben kidőlt a hó súlya és a felázott talaj miatt. Élő óriásfába azóta nem fúrtak alagutat

A mellékvölgyekben a gleccserek nem voltak olyan vastagok, mint a főágban, ezért az eróziós tevékenység is gyengébb volt. A mellékvölgyek így magasan a főág, a Yosemite-völgy felett végződnek, s a patakok vízeséseket létrehozva érkeznek a völgybe. Az El Capitan szomszédságában a Yosemite-vízesés 739 m-ről zúdul alá, s ezzel a park legmagasabb vízesése. A parkbéli második helyezett, a Snow Creek-vízesés „mindössze” 652 m.
A nemzeti park növényzetének legnagyobb értéke a óriás mamutfenyő (Sequoiadendron giganteum), amely a parkban három csoportban él. Bár a Giant Grizzly a maga 63 m-es magasságával nem fér bele a legmagasabb óriás mamutfenyők tízes listájába (a Sequoia Nemzeti Parkban álló 83,79 m-es Sherman tábornok fája a legmagasabb), 2700 évével egyike a Föld legidősebb élőlényeinek. A mamutfenyők szaporítása érdekében a park dolgozói időről időre felgyújtják az avart, hogy a tobozok szétrepedjenek és a kipattogott magok kicsírázzanak.
A nagy szintkülönbségek változatossá teszik a növényvilágot. A mamutfenyőn kívül él itt festő tölgy, tömjéncédrus és amerikai sárgafenyő, a magasabban fekvő részeken pedig üde hegyi rétek találhatóak, amelyek a növényfajok 40%-ának adnak otthont.
A területről már a 19. században eltűnt a névadó grizzly, és vele szinte egy időben a farkas is. A park állatvilága ennek ellenére gazdag. A medvék közül megmaradt a baribál avagy fekete medve, amely a mosómedvével együtt élenjár a látogatók által otthagyott élelem eltüntetésében. A háborítatlan területeken él a sierrai vörös róka, a puma vagy más néven hegyi oroszlán. A mamutfenyőkön él fenyőmagokkal táplálkozó douglas-mókus.
A Yosemite Nemzeti Park az év minden részében kínál élményeket a turistáknak. Tavasztól őszig a természeti szépségek kedvelői, télen a téli sportok szerelmesei találnak itt megfelelő időtöltést. A parkban több mint 1000 km hosszú turistaút kanyarog, de csak kevés turista merészkedik távolabb a centrumoktól. A látogatók 90%-a csak a park területének mindössze 1%-át ismeri meg.

## Panoráma

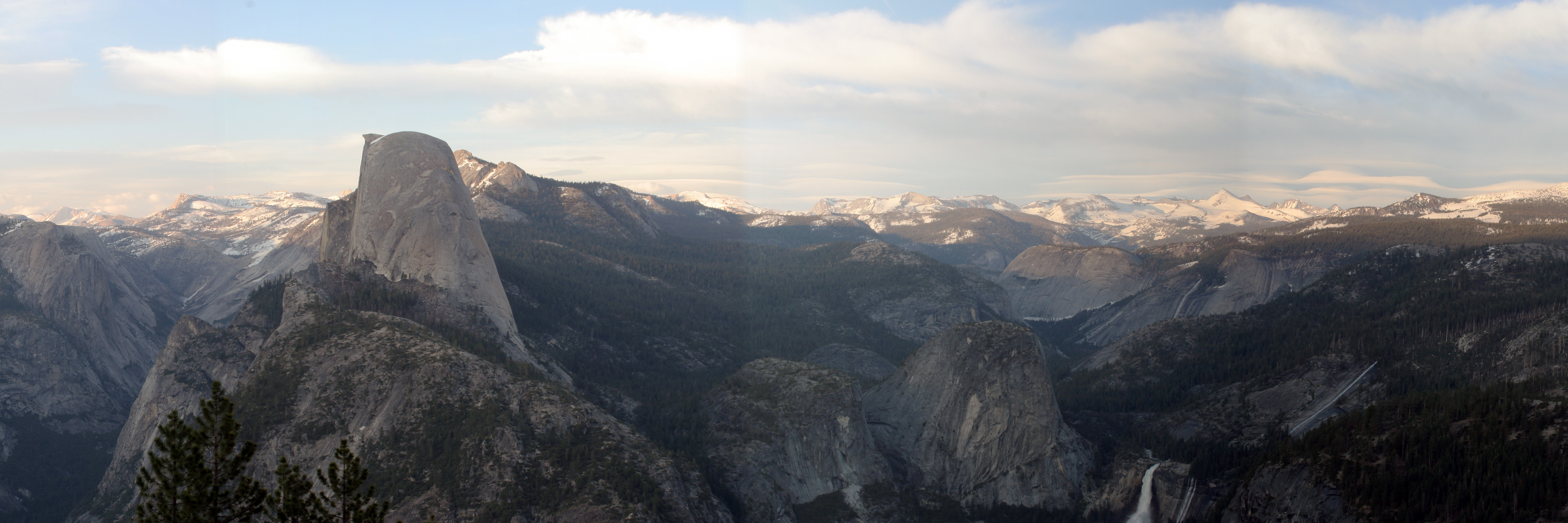
A nemzeti park panorámája a Half Dome-mal

A Yosemite-völgy a Glacier Point felől